# پورچنا
پورچنا دهستانی در استان آلمریای اسپانیا است.
در این دهستان ۱٬۶۵۰ نفر زندگی می‌کنند. مساحت این دهستان ۵۷ کیلومتر مربع است.